# شهرستان اونگودایسکی
شهرستان اونگودایسکی (به لاتین: Ongudaysky District) یک شهرستان در روسیه است که در جمهوری آلتای واقع شده‌است.